# Jaime Cristóbal Abril González
Jaime Cristóbal Abril González (ur. 17 lipca 1972 w El Espino) – kolumbijski duchowny katolicki, biskup Arauca od 2019.

## Życiorys

### Prezbiterat
Święcenia kapłańskie otrzymał 10 lutego 1996 i został inkardynowany do archidiecezji Tunja. Pracował głównie jako duszpasterz parafialny, był także m.in. wychowawcą w archidiecezjalnym seminarium oraz przewodniczącym komisji liturgicznej przy kolumbijskiej Konferencji Episkopatu.

### Episkopat
16 kwietnia 2016 papież Franciszek minował go biskupem pomocniczym archidiecezji Nowa Pamplona ze stolicą tytularną Putia in Byzacena. Sakry biskupiej udzielił mu 4 czerwca 2016 arcybiskup Luis Madrid Merlano.
18 listopada 2019 został mianowany biskupem ordynariuszem diecezji Arauca, zaś 12 grudnia 2019 kanonicznie objął urząd.